# Juhaska Turnia (Tatry Wysokie)
Juhaska Turnia (słow. Ovčiarska veža, niem. Jolánspitze, węg. Jolán-csúcs) – turnia o wysokości ok. 2490 m n.p.m. znajdująca się w słowackich Tatrach Wysokich. Leży w długiej południowo-wschodniej grani Wyżniego Baraniego Zwornika. Od Spiskiej Grzędy (dokładniej od Spiskiej Igły) oddziela ją Juhaska Przełączka, a od Pięciostawiańskiej Turni – Pięciostawiańska Przełączka. Podobnie jak na inne okoliczne obiekty, nie prowadzi na jej szczyt żaden znakowany szlak turystyczny, do wierzchołka mają dostęp jedynie taternicy. Najłatwiej osiągnąć go od strony Pięciostawiańskiej Przełączki, natomiast w stronę Juhaskiej Przełączki turnia opada urwistym uskokiem.
Nazwy niemiecka i węgierska zostały nadane po 1902 r. na cześć pierwszej zdobywczyni, Jolán Adriányi. W tym czasie nazywano ją również Turnią Spiską. Polską nazwę Juhaskiej Turni nadał w 1910 r. Stanisław Eljasz-Radzikowski, nazwa słowacka Ovčiarska veža jest kalką nazwy polskiej (ovčiar = pasterz).
Pierwsze wejścia:
- Jolán Adriányi i przewodnik Johann Glatz, 6 września 1902 r. – letnie,
- G. Schmidt, 6 kwietnia 1916 r. – zimowe[1].

## Przypisy

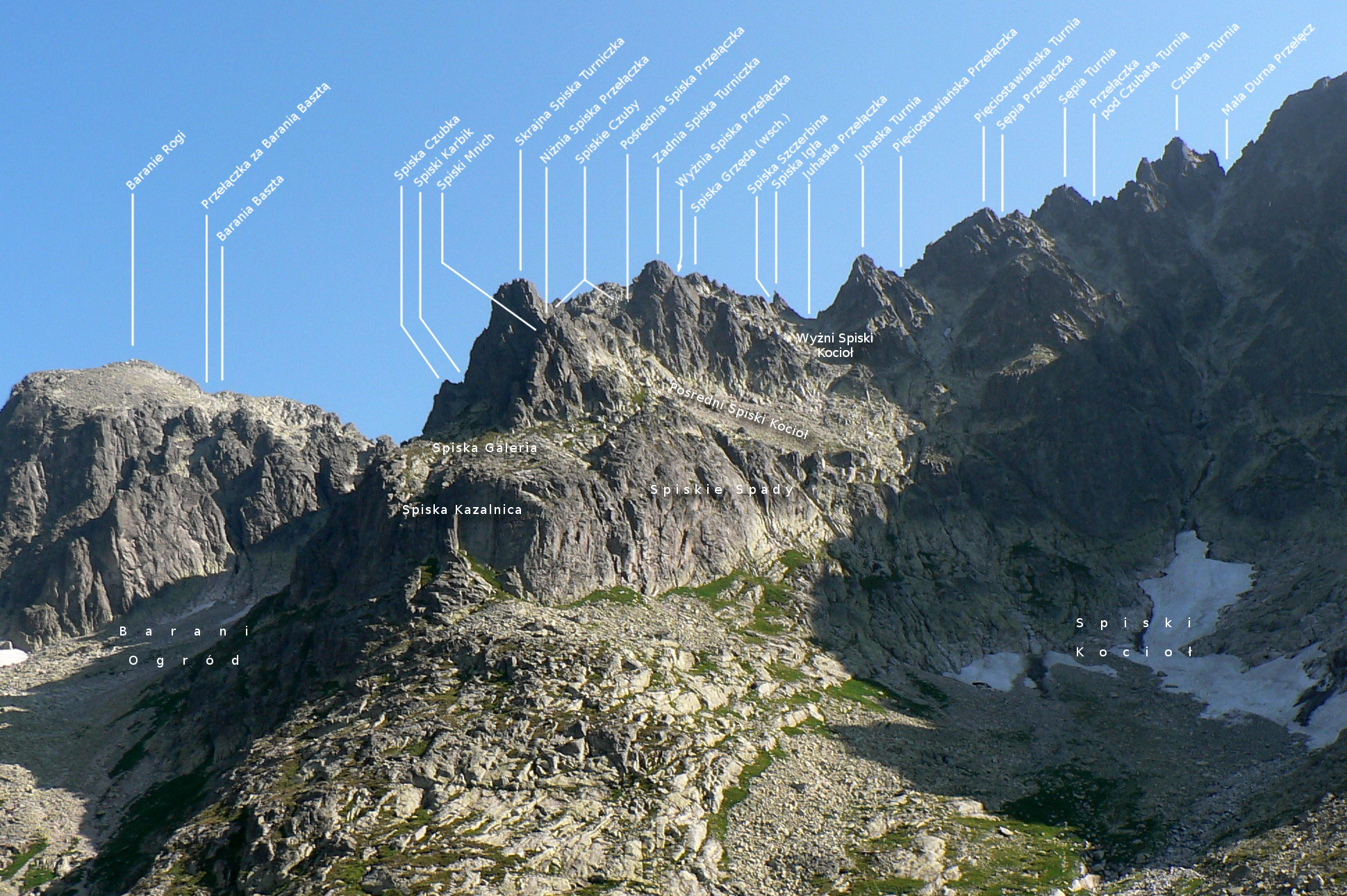
Juhaska Turnia wśród podpisanych obiektów